# Frédéric Villot
Pour les articles homonymes, voir Villot.
Frédéric Villot est un graveur français, né le 31 octobre 1809 à Liège et mort le 27 mai 1875 à Paris. Il est surtout connu pour avoir été l’ami de Delacroix et pour avoir été conservateur de la peinture du musée du Louvre de 1848 à 1861.

## Biographie
Marie-Joseph-Frédéric Villot est né à Liège en 1809. C'est un graveur rompu aux techniques de l'eau-forte. Il rencontre Delacroix en 1830. Villot initie Delacroix aux techniques de l’eau-forte, grave ses tableaux, le reçoit dans sa maison de Champrosay. En 1848, il  succède à François Marius Granet au poste de conservateur de la peinture du musée du Louvre. Il entreprend la rédaction du catalogue des peintures du Louvre, d’après des critères tout à fait modernes. Chaque tableau est accompagné d’une notice ainsi que d'une bibliographie de toutes les notices publiées depuis 1793. Le catalogue est accompagné d’une table chronologique et d’une autre, alphabétique de tous les artistes cités.  En 1851, une campagne de presse est menée contre la restauration des Noces de Cana de Véronèse par le Louvre. Villot se défend en écrivant « qu’aucune restauration du chef-d’œuvre n’a été faite du maître vénitien  (…) On se borna alors [après le rentoilage de la toile] à passer sur la surface de l’essence avec très peu de vernis. » Delacroix accable son ami dans son journal  Il y parle « du grand Véronèse que ce malheureux Villot a tué sous lui .» La campagne de restauration visant à alléger les vernis des Rubens du Luxembourg suscite une nouvelle polémique. Elle finit par coûter sa place en 1861 à Frédéric Villot, qui est nommé secrétaire général du Louvre, une fonction purement administrative.
Il meurt en 1875, et est inhumé au cimetière du Centre de Draveil.
Avec le temps, les relations entre Villot et Delacroix s'étaient refroidies. Une exposition, « Delacroix et Villot, le roman d’une amitié », s'est tenue au musée national Eugène-Delacroix, du 8 avril au 20 juillet 1998.